# Малярный валик
 Малярный валик — инструмент для нанесения лакокрасочных материалов (ЛКМ) и иных защитных и декоративных покрытий на различные поверхности.
Валик состоит из ролика и кронштейна с ручкой. Ролик, в свою очередь — из корпуса (как правило, пластмассового), представляющего собой тубус (трубку), подшипников и покрытия (шубки), которое зажимается на ролике валика. Изобретён Норманом Брики (Norman Breakey) в 1940 году в Торонто
Есть и особый вид валика — угловой. Используется для прокраски углов.
Валики различают по размеру, материалу шубки, длине ворса и применению.
Под размерами валика понимается длина и диаметр (внешний) его ролика. По этим характеристикам валики условно делятся на:
- малые (мини-валики) — 50-100 мм,
- средние — 100—150 мм,
- большие (фасадные) — 180—250 мм.

Внешний диаметр валика варьируется от 15 до 69 мм, в зависимости от производителя. У валика также есть внутренний диаметр или, как говорят, диаметр бюгеля, обычно −6 или 8 мм. Так как валик используется вместе с рукояткой, то внутренний диаметр должен совпадать с диаметром рукоятки. Чем больше окрашиваемая поверхность, тем крупнее должен быть валик, что позволяет снизить количество расходуемого материала. Соответственно маленьким валиком легче добраться до труднодоступных мест.

## Покрытие
Существует несколько способов крепления шубки к ролику: клееные валики, термоклееные валики, со сменной шубкой.

### Способы крепления покрытия
- Клееные валики. В таких валиках шубка приклеивается к втулке. Чаще всего так крепится поролоновая шубка. От качества используемого клея зависит качество валика, так как лакокрасочные материалы постепенно разрушают клей и валик теряет свои технические характеристики.
- Термоклееные валики. При изготовлении таких валиков используются метод термосинтеза («termofusion»), заключающийся в термическом «приваривании» материала шубки на втулку. Для этого лента материала шубки наматывается на вращающуюся трубу, с предварительно разогретым до температуры плавления верхним слоем, который, застывая, образует монолит с основой шубки. Далее труба распиливается, полученные тубусы комплектуются торцевыми заглушками, образующими, в свою очередь, бюгельное крепление полученного валика. Преимущество данного метода — отсутствие швов на поверхности валика, что важно, так как швы могут оставлять следы на окрашиваемой поверхности. Отсутствие прощупываемых швов особенно критично для валиков с коротким ворсом и, например, для лакировочных и глянцевых валиков, на которых отсутствие швов является техническим требованием.
- Валики со сменной шубкой. Сменные шубки фиксируются на трубе подшипниками-заглушками, которые загоняют излишки шубки по длине внутрь тубуса и крепятся втулками и шплинтом.

### Материалы покрытия
Материал шубок очень разнообразен и каждая служит для определенного вида работ и лакокрасочных материалов. Некоторые производители указывают это на упаковке. Для создания гладких ровных поверхностей используют валики с коротким ворсом или поролоновые. При окрашивании поверхности со сколами, царапинами, чтобы закрасить предыдущее окрашивание, используют длинноворсные валики.
Одной из характеристик валика является укрывистость. Способность ворса укрывать окрашиваемую поверхность зависит от длины ворса, его подвижности в насыщенном краской состоянии, удерживаемостью и впитываемостью волокна. Чем длиннее ворс и чем меньше он слёживается, тем лучшей укрывистостью обладает валик. Также нужно помнить, что валик при окрашивании создаёт фактуру покрытия, схожую со своей собственной фактурой.
Материалы шубок:
- Полиамид — износостойкое искусственное волокно, обеспечивающее хорошее удержание краски и её распределение по окрашиваемой поверхности, обладает высокими характеристиками по химической стойкости. Предназначены для нанесения всех видов красок на водно-дисперсионной основе и устойчив к агрессивным составляющим красящих веществ. Длина ворса у полиамидных шубок бывает разной (8-20мм). Чем длиннее ворс, тем лучше он окрашивает шершавую грубую поверхность. (1)
- Полиакрил — синтетические волокна полиакрилонитрила. По многим свойствам «распушенный ворс» напоминает шерсть. Используется для нанесения красок на водной основе или с ограниченным содержанием агрессивных составляющих. Длина ворса также бывает разной и по функциональным характеристикам он похож на полиамидный валик. Но из-за более низкой устойчивости к агрессивным компонентам стоит обычно дешевле полиамидного. (2)
- Полиэстер — относится к классу полиэфиров, промышленное производство этого полимера не является технически сложным, технология процесса хорошо отлажена. Волокно из полиэстера напоминает вату (как аналог можно представить синтепон). Это один из самых дешёвых материалов для производства шубок. Обладает хорошей впитываемостью и удерживающей способностью, не оставляет ворса на поверхности. Своей дешевизной шубки из полиэстера компенсируют недостаточную механическую стойкость (хрупкость волокна, слёживание, разрыв волокон) и невысокую долговечность. (3)
- Натуральный мех — для шубок используют натуральную шерсть (овчину). Обладает высокой впитываемостью и хорошим распределением ЛКМ по окрашиваемой поверхности. Предназначен для работы на любых поверхностях. Применяется с воднодисперсионными красками, особенно рекомендуется для работы с масляными красками, эмалями, лаками. Не следует применять с известковыми красками — известь очень быстро разрушает мех. (4)
- Велюр — тканевая основа с плюшевым ворсом. Изготавливается из полиамидных волокон на тканой основе. Не разбрызгивает краску, не скатывается. Предназначена для высококачественного лессирования и финишной окраски гладких поверхностей. Применяется с воднодисперсионными, алкидными, масляными красками. Не боится растворителей. (5)
- Флок — мелко-нарезанное полиуретановое волокно приклеенное в электростатическом поле к текстильной основе. Шубка прочная, водостойкая, экологически чистая. Предназначена для лакировочных работ и финишной окраски. Применяется на особо гладких малых поверхностях. (6) Для подготовки такой поверхности мастера ориентируются на стандарты качества подготовки поверхности Q1–Q4. Для достижения максимально ровной поверхности (Q3, Q4) до трёх раз быстрее используют малярные лампы. С их помощью для достижения нужного уровня гладкости достаточно двух слоёв шпаклёвки вместо шести, которые потребовались бы мастеру без малярной лампы.
- Поролон — по своей химической природе является полиуретаном. Обладает способностью к упругому восстановлению в исходное состояние за очень короткое время, значит шубка не слеживается. Имеет такую характеристику как плотность, чем она выше, тем больше срок эксплуатации шубки. Используется с водно-дисперсионными красками и лаками на водной основе. Боится агрессивных компонентов. Используется в процессе работы с лаками, грунтовками и воднодисперсионными красками. За счет структуры поролона, в процессе покраски образуются воздушные пузырьки, которые лопаясь, создают неровную поверхность. Валики с такими шубками бывают с прямыми и закругленными сторонами, что позволяет избежать оставления следов (бороздок). (7)

 Рукоятка (бюгель) — инструмент для работы с малярным валиком. Используется как составная часть валика при покрасочных и лакировочных работах. Рукоятки обычно имеют с рабочей стороны крюки (зацепы) для подвешивания на стенке ёмкости с краской. Рукоятки, как правило, делают полыми, что даёт возможность насаживать их на штангу-удлинитель. Бюгель от валика может подходит к некоторым типам малярных (проявочных) ламп. Это позволяет не тратиться на дорогостоящие штативы и основания, а использовать подручные маляру средства.

## Валики с подачей краски
Электрический валик появился относительно недавно. Отличается наличием красконагнетателя, подающего по штанге краску непосредственно к ролику. Может иметь аккумуляторный или сетевой привод.

## Другие строительные валики
От малярных валиков следует отличать другие виды валиков, используемых в отделочных работах:
- текстурный валик (используется для выдавливания на свежей штукатурке (шпатлёвке) определённого рисунка)
- валик для прикатки обоев
- игольчатый валик для гипсокартона (используется для прокалывания покрытия с целью облегчения пропитывания водой перед изгибанием)
- игольчатый валик для заливных полов (используется для равномерного распределения смеси по поверхности пола)